# Moineau de la mer Morte
Passer moabiticus
Espèce
Statut de conservation UICN

 LC  : Préoccupation mineure
Le Moineau de la mer Morte (Passer moabiticus), aussi appelé Moineau Moabite, est une espèce d'oiseau appartenant à la famille des Passeridae.

## Description
Mesurant environ 12 cm, cet oiseau est un petit moineau. Il est nettement plus petit et plus délicat que le Moineau domestique et le Moineau espagnol avec notamment un bec plus petit et des ailes plus courtes.
Le mâle adulte en plumage nuptial présente la calotte, les parotiques et la nuque grise contrastant avec la petite bavette, les lores et le bec noirs.

## Habitat
Cet oiseau fréquente les arbres, les fourrés et les buissons bordant les cours d'eau, parfois les roselières, dans les régions arides. Il montre une prédilection pour les tamaris.

## Répartition et sous-espèces
Selon la classification de référence du Congrès ornithologique international (15.1, 2025) il se répartit en deux sous-espèces :
- P. m. moabiticus Tristram, 1864 — aire dissoute à travers Chypre et le Proche-Orient ;
- P. m. yatii Sharpe, 1888 — est de l'Iran et sud-ouest de l'Afghanistan.

## Galerie

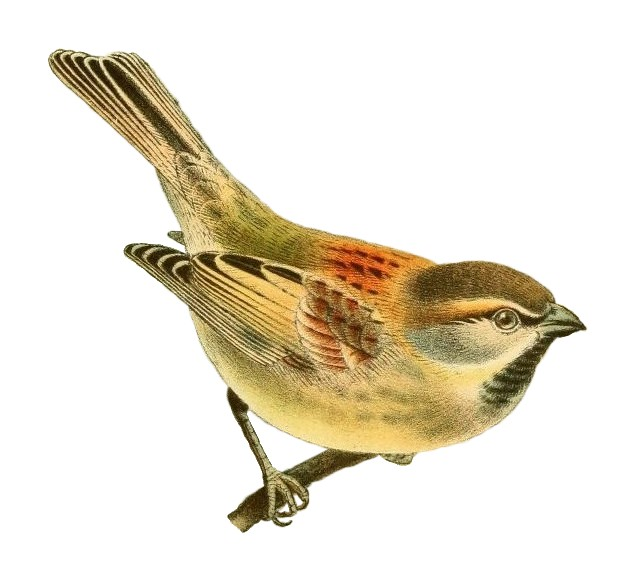
Dessin de P. m. yatii par John Gerrard Keulemans, publié avec sa description originale en 1888 par Richard Bowdler Sharpe.
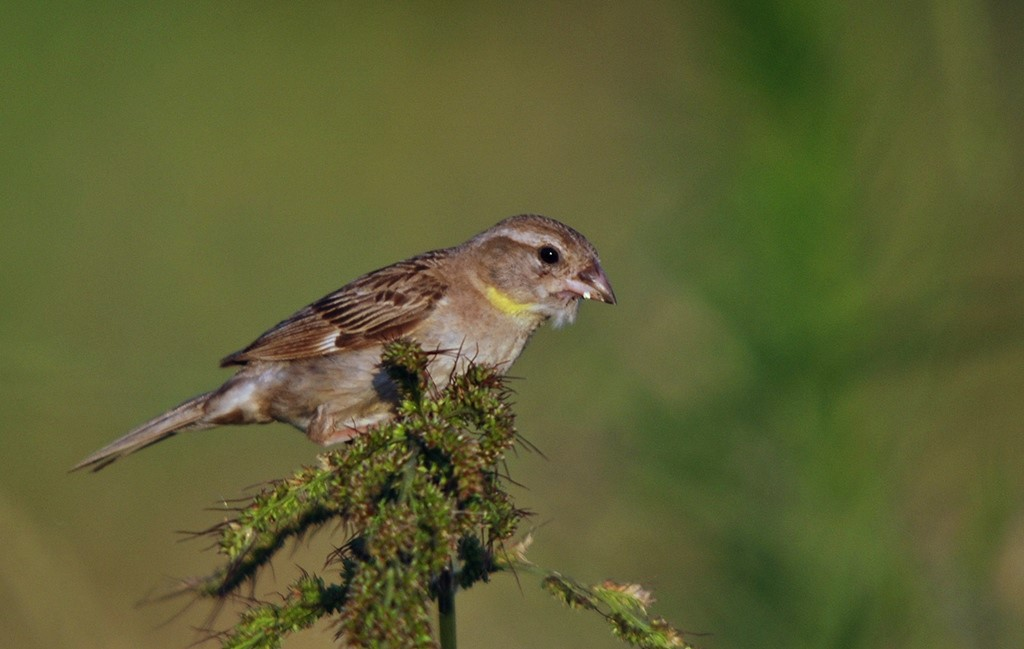
♀
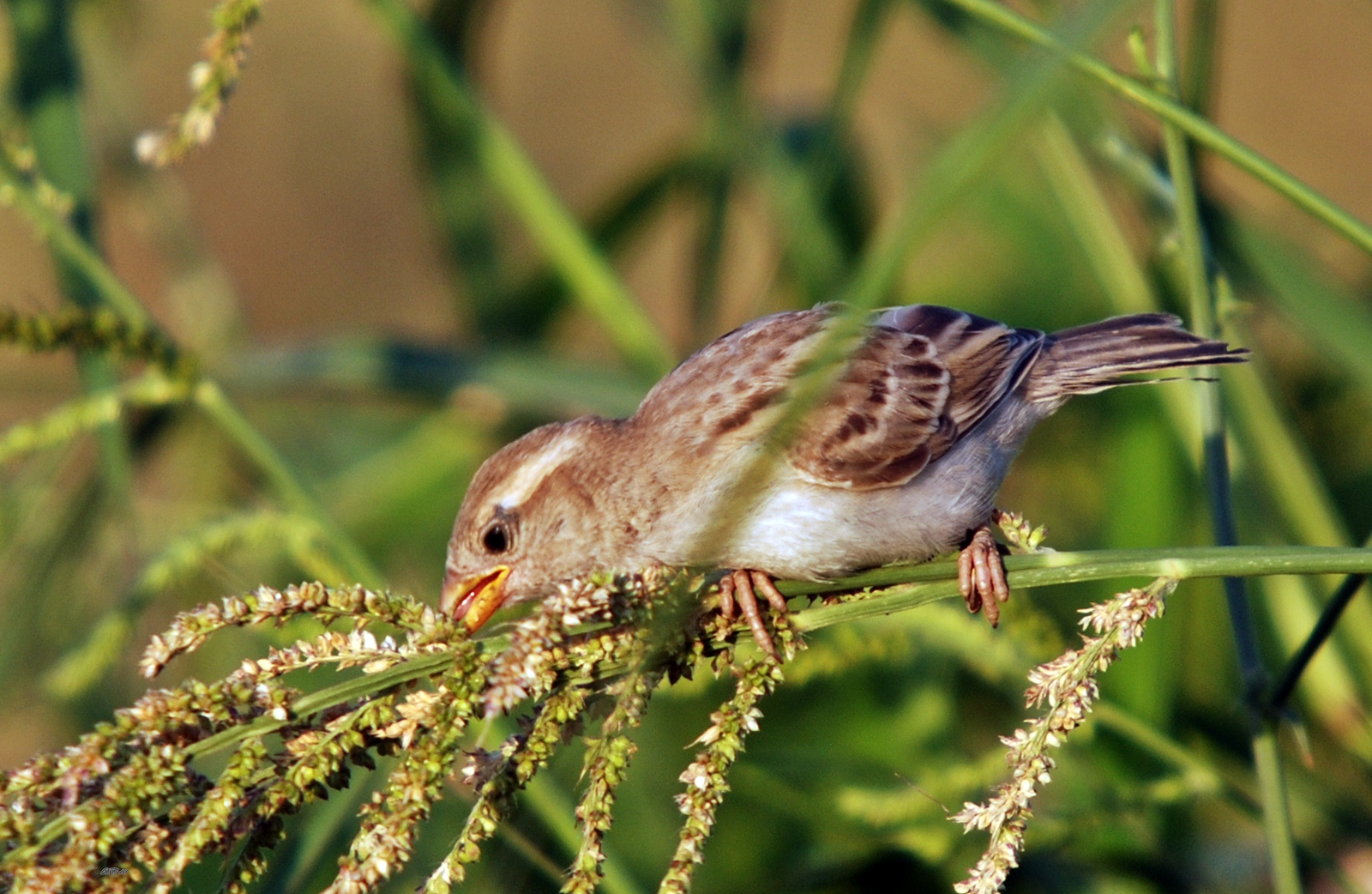
juvénile
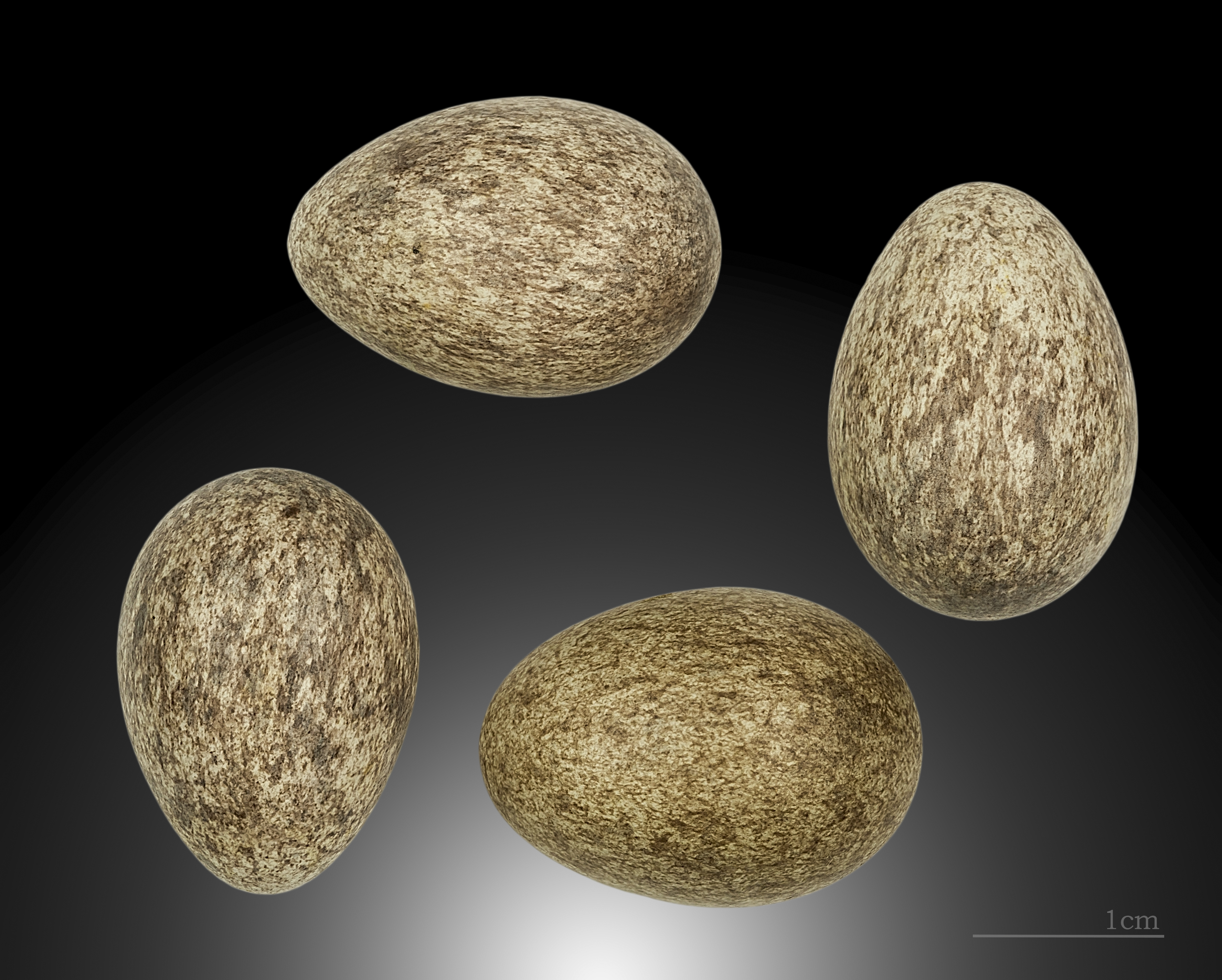
Œufs de Moineau de la mer Morte - Muséum de Toulouse